# Stara sela
Stara sela so naselje v Občini Kamnik.

## Zgodovina
V arhivskih listinah se Stara sela v Tuhinjski dolini prvič omenjajo leta 1405 kot »Sela v tuhinjski fari«, da bi se ločila od Sel pri Kamniku, za katere je v isti listini rečeno, da leže v kamniški fari.